# Société hydrotechnique de France
La Société hydrotechnique de France (SHF) est une société savante basée en France, active dans le domaine de la recherche scientifique en hydraulique. Fondée en 1912, la SHF était le lieu de rencontre entre les entreprises, à l'époque privées, qui assuraient la production d'électricité à partir de la force hydraulique.
La SHF a eu à cette époque une activité scientifique, technique, d'assistance aux entreprises sur les plans des méthodes, des normes à mettre au point, et s'est équipée en moyens d'essais industriels. La nationalisation de la production d'électricité en 1946 a amené le transfert des activités industrielles à EDF et a transformé la SHF en société savante. Elle demeure avant tout un lieu de rencontre entre tous les types d'acteurs du domaine de l'eau, pour l'environnement et l'énergie renouvelable.

## Missions et activités
La SHF se veut un lieu privilégié d'échange entre les communautés de la recherche et des sciences appliquées. Les membres de ces deux communautés se retrouvent au sein du Comité Scientifique et Technique et de ses sections et groupes de travail pour travailler ensemble  au développement et au transfert des connaissances sur les sciences de l'eau, depuis la mécanique des fluides jusqu'aux évolutions climatiques et à la transition énergétique.
Les activités de l’association se répartissent selon 4 volets complémentaires
- Le CST, véritable carrefour de compétences structuré et le Bureau, organe opérationnel de la SHF, et plusieurs groupes de travail
- un dispositif de formation et d’information à travers les colloques, séminaires, journées d’étude (de 5 à 8 chaque année) ;
- La communication à travers les publications et La Houille Blanche, revue internationale de l’eau éditée par la SHF
- un réseau de partenaires dynamique, aux niveaux national, notamment avec d’autres associations, européen et méditerranéen ainsi que mondial

## Le Comité Scientifique et Technique (CST)
Le CST est à la fois organe de concertation et de proposition pour l’activité scientifique et technique de la Société, chantier de recherche et de développement de nouveaux thèmes. Véritable carrefour de compétences structuré, le Comité scientifique et technique (CST) de la SHF réunit chercheurs, universitaires, ingénieurs et gestionnaires. 
Les membres du CST sont experts et spécialistes d'une thématique particulière, en lien avec les sciences de l'eau et la gestion de la ressource. Leurs compétences sont scientifiques et / ou techniques.
Le bureau du CST est l'organe opérationnel de la SHF. Ses missions sont de:
- Proposer des thèmes d'études et de colloques
- Organiser les manifestations
- Animer les groupes de travail
- Alerter les membres sur les thèmes à valoriser ou à étudier
- Donner un avis sur les retours d'expériences dans ses domaines thématiques

Le CST organise ses activités autour de 4 divisions :
- Division Hydrosystèmes et Ressource en eau, Président Michel LANG (Irstea)
- Division Hydraulique des aménagements et Environnement, Président Philippe SERGENT (Cerema)
- Division Hydro-technologies et Mécaniques des fluides, Présidents Guy CAIGNAERT et Antoine DAZIN (Arts et Métiers ParisTech)
- Division Sciences de l'eau, Président Philippe GOURBESVILLE (Polytech'Nice)

## Revue, colloques et conférences
La SHF organise, en moyenne, 5 à 8 conférences par an et publie une revue « La Houille blanche », revue internationale de l'eau.

## Publications et La Houille blanche
La SHF édite et diffuse des guides, les actes de ses colloques, et la revue La Houille Blanche. Elle a aussi édité les Annuaires hydrologiques de la France de 1939 à 1969, ainsi que des cahiers des charges (conduites forcées, turbines …).